# Nathan el sabio

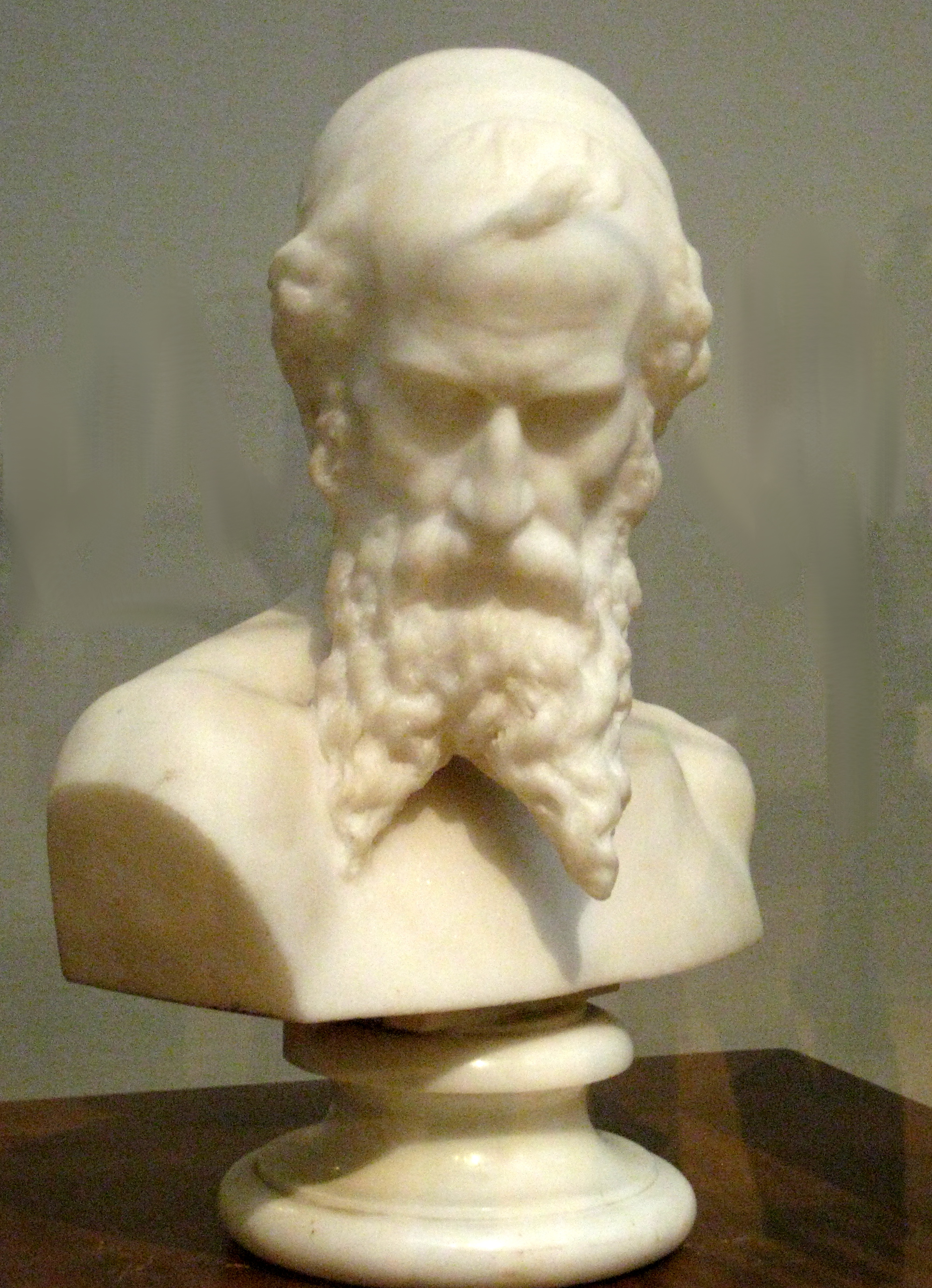
Natán el sabio, escultura de Marc Antokolsky, 1873.

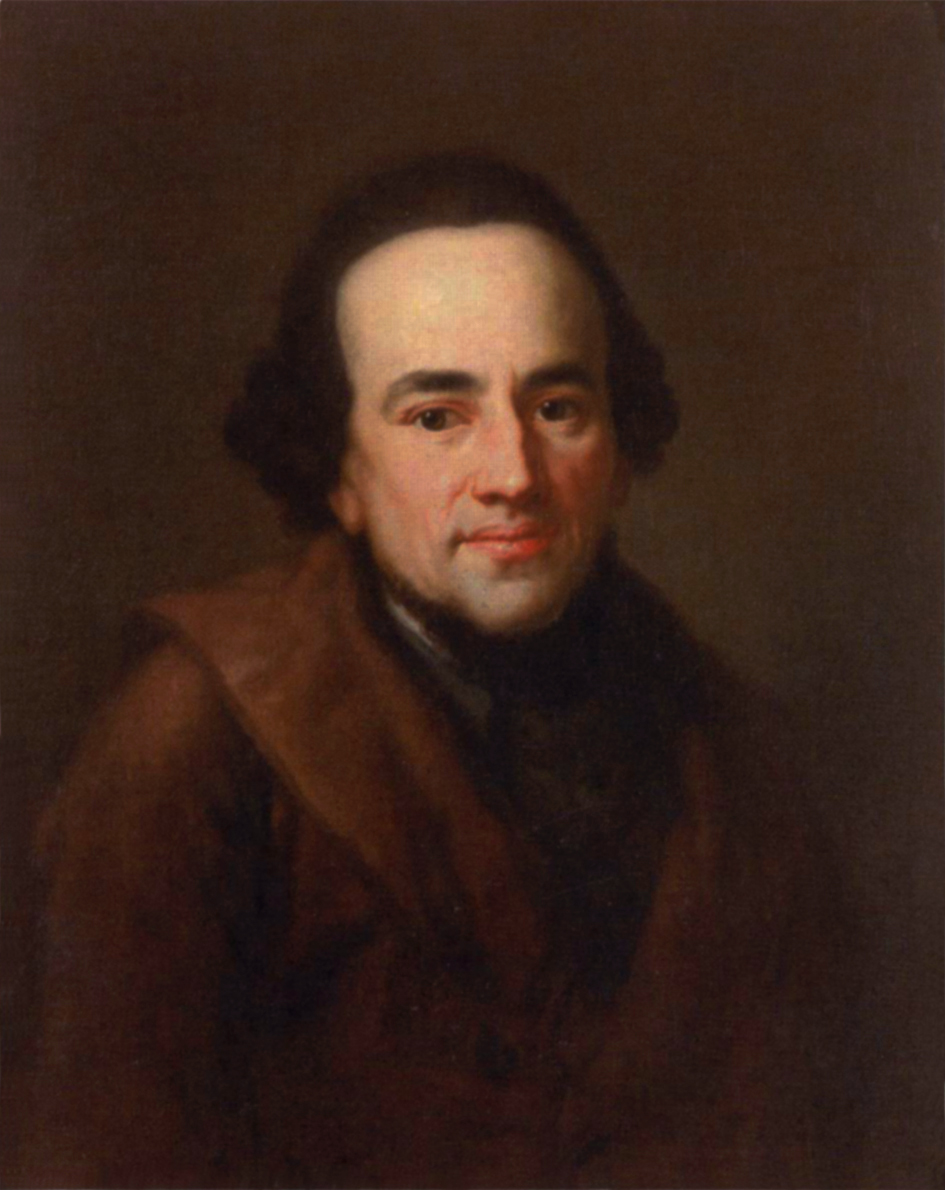
Lessing creó el personaje de Nathan el sabio a imagen de su amigo el filósofo judío Moses Mendelssohn.

Nathan el sabio (título original en alemán, Nathan der Weise) es una obra de teatro escrita por Gotthold Ephraim Lessing y publicada en 1779. Se trata de un fervoroso llamamiento a la tolerancia religiosa.[cita requerida]

## Argumento
La obra transcurre en Jerusalén, durante la Tercera Cruzada, y describe cómo el sabio judío Nathan, el Sultán ilustrado Saladino y un Templario (inicialmente anónimo) salvan las diferencias existentes entre el judaísmo, el islam y el cristianismo. Sus principales temas son la amistad, la tolerancia, el relativismo de Dios, un rechazo rotundo a los milagros y la necesidad de comunicación entre distintos credos.[cita requerida]
El mercader judío Nathan vuelve de un viaje de negocios en el que su hija adoptiva, Recha, ha sido salvada de la hoguera por un caballero de la Orden del Temple. Este cristiano es, a su vez, el único sobreviviente de un grupo de caballeros de su orden que han sido asesinados por los sarracenos. El sultán musulmán, Saladino, le había perdonado por el inmenso parecido con su hermano, Assad, ya fallecido. Tras salvar a Recha, el templario rechaza la gratitud de Nathan, aduciendo que solo cumplió con su deber.[cita requerida]
Mientras tanto, Saladino, acuciado por asuntos económicos, planea hacerse con la inmensa fortuna de Nathan. Para ello, hace llamar a Nathan con el pretexto de poner a prueba su sabiduría, y le pregunta cuál cree que es la religión verdadera. Espera así que Nathan se mantenga fiel a la suya y responda que el judaísmo, dándole así la excusa para embargar sus bienes. Pero el sabio Nathan le ofrece como respuesta la parábola del anillo, con la que responde que las tres religiones monoteístas son en realidad como los dedos de una misma mano. Sorprendido por esa respuesta, el sultán ofrece su amistad a Nathan, quien, agradecido, le ofrece desinteresadamente un préstamo.[cita requerida]
Por su parte, el caballero cristiano, venciendo sus propios prejuicios, se ha enamorado de Recha y quiere desposarla. Nathan recibe la propuesta de matrimonio con frialdad y se muestra muy reservado. El templario se entera, a través de un criado cristiano de Nathan, llamado Deja, de que Recha es hija adoptiva de Nathan, no biológica, y que sus padres biológicos eran cristianos. Al enterarse, el caballero decide consultar al Patriarca de Jerusalén sobre el matrimonio. Aunque el templario le presenta el problema al patriarca como un asunto hipotético, el patriarca estalla en ira y reclama que le traigan a "ese judío", culpable de haber educado a una cristiana en una falsa religión, para mandarlo a la hoguera. Afortunadamente, un hermano bondadoso intercede aportando pruebas de que Recha, educada como judía, es en realidad la hermana del caballero cristiano, y que ambos son hijos de Assad, el hermano de Saladino, que se había convertido al cristianismo.
De este modo, la obra demuestra que no solo los parientes cercanos de las tres religiones sino todos los hombres son hermanos, y que la verdad se encuentra en los lazos fraternales que unen a los hombres, y no en sus luchas e intrigas.

## La parábola del anillo
La catarsis (punto culminante) de la obra se alcanza con la Parábola del Anillo, narrada por Nathan cuando Saladino le pregunta cuál es la religión verdadera. En dicha parábola, una familia posee un anillo mágico capaz de hacer a su poseedor virtuoso a los ojos de Dios y de los hombres. Dicho anillo ha ido pasando de padres a hijos, generación tras generación, hasta llegar a manos de un padre, que tiene tres hijos a los que ama por igual y a los que promete, por separado, legar el anillo.
Dado que solo lo puede legar a uno, pero ama y desea legárselo a los tres, decide encargar dos réplicas exactas del anillo, indistinguibles del original, y en su lecho de muerte da a cada uno de sus hijos uno de los anillos. Muerto el padre, los hijos comienzan a discutir sobre quién tiene el auténtico anillo y, al final, acaban pidiendo arbitrio a un sabio juez, que los conmina a vivir de manera virtuosa para que los poderes del anillo se muestren ciertos. Nathan compara esta parábola con las tres religiones, concluyendo que cada uno de nosotros sigue la religión que hemos aprendido de aquellos a quienes respetamos, y que las tres son verdaderas del mismo modo en que los tres anillos lo eran, en tanto en cuanto cada creyente siga los buenos preceptos de cada una de ellas.

## Antecedentes
La obra tiene sus antecedentes en la vida privada del propio Lessing, que se manifiesta de manera tácita a lo largo de la trama. La dificultad para llorar a su mujer y sus hijos que muestra Nathan parece ser que se basa en sí mismo, mientras que el propio personaje de Nathan parece estar grandemente basado en el íntimo amigo de Lessing, el filósofo judío padre de la haskalá, Moses Mendelssohn. Al igual que Nathan el Sabio y Saladino, que en la obra aparecen jugando al ajedrez, Lessing y Mendelssohn solían jugar juntos a dicho deporte. La amistad entre Saladino y Nathan, la profunda admiración hacia la sabiduría de los judíos por parte de los musulmanes, evoca la amistad entre estos dos hombres y la admiración de Lessing hacia las ideas de su amigo. Por su parte, el Patriarca de Jerusalén, epítome de la intolerancia, es una alusión al pastor Goez, un predicador reaccionario del momento.
Por su parte, el motivo de la parábola del anillo tiene un complejo (y disputa) de origen medieval. La primera referencia a una historia parecida en lengua alemana aparece en la Weltchronik (Historia del Mundo) de Jans der Enikel (siglo XIII). Una historia similar se encuentra en el Decamerón de Boccaccio (de donde probablemente Lessing tomó la parábola) y, según algunos, anteriormente hay una historia muy parecida en las mil y una noches, con Harún al-Rashid en vez de Saladino. La versión más antigua que se conoce proviene de un comentario de Solomon ibn Verga, un judío sefardí de finaIes del siglo XV, que sitúa la parábola en un texto de inicios del siglo XII.

## Recepción
Lessing era un autor muy conocido en su tiempo, y la aparición de Nathan el Sabio fue un gran éxito entre los círculos a los que interesaba la problemática de la tolerancia. No obstante, en su estreno en Berlín en 1783 fue recibida fríamente por la crítica. Schiller, en todo caso, realizó una adaptación de la obra, extendiendo sobre todo sus simbolismos e imágenes pero eliminando la parábola del anillo, que fue representada en Weimar en 1803, con gran éxito. Será esta versión de la obra la que se impondrá durante el siglo XIX, y no será hasta entrado el siglo XX cuando el texto de Lessing sea recuperado.
Tras el inicio del siglo XIX, la obra, en la versión de Schiller, se convirtió en uno de los textos básicos de la literatura alemana, un texto que todos los estudiantes alemanes debían leer. Como clásico teatral, se convirtió en una pieza típica del repertorio de los teatros alemanes, y hasta la Segunda Guerra Mundial era una obra muy conocida por el gran público. El régimen nacionalsocialista, en cambio, prohibió su representación al afirmar que la caracterización de un judío ejemplar era contraria a la ideología del tercer Reich. En 1922 la obra fue adaptada al cine por Mafred Noa. Esta versión muda en blanco y negro elevó las críticas antisemitas y fue prohibida, como la propia obra de Lessing, por el Tercer Reich. Curiosamente, el actor principal de esta película haría de judío perverso en algunas películas de propaganda nazi. Con la caída del régimen de Hitler en 1945, Nathan el Sabio fue, de manera simbólica, la primera obra de teatro en ser representada en un teatro de Berlín.
En 1968, en un ensayo titulado Men for Dark Times (Hombres para épocas sombrías), la filósofa Hannah Arendt elogió a Lessing, reconociendo el compromiso de este con valores como la amistad y la verdad. Tras los atentados del 11 de septiembre, la obra de Lessing experimentó un considerable aumento en su popularidad: Un llamamiento a la tolerancia resuena aún hoy, tras el siglo XVIII, tituló el New York Times a la reseña de la obra el 9 de diciembre de 2007. Los sucesos de guerra religiosa en el Oriente Medio han revalidado la actualidad de la obra de Lessing, que ha sido actualizada a los tiempos modernos por Edward Kemp en una versión de dos horas y media. En los Estados Unidos, la obra ha sido frecuentemente citada como una respuesta a las discrepancias religiosas entre distintas comunidades.